# Streblote panda
Streblote panda is een vlinder uit de familie spinners. De wetenschappelijke naam is voor het eerst geldig gepubliceerd in 1820 door Hübner.
De soort komt voor in Europa, van Andalusië tot in de Algarve, en in Noord-Afrika; in Marokko is het een algemeen voorkomende soort in bepaalde streken zoals de kuststreek aan de Atlantische Oceaan, de regio Souss en de westelijke en centrale Hoge Atlas.
De rupsen zijn voorzien van lange setae op de zijden. Op de rugzijde hebben ze twee donkere spleten. Daar komen "brandhaar-organen" uit wanneer de rupsen worden verstoord of aangeraakt. Die laten dan een groot aantal brandhaartjes vrij van ongeveer 1 mm lengte, die zich vasthechten op de huid. Op de mens is het effect hiervan echter laag en ze lijken geen irritatie of dermatitis te veroorzaken.
Zoals andere soorten uit het geslacht Streblote is het een zeer polyfage soort, waarvan de larven op talrijke waardplanten uit diverse plantenfamilies kunnen leven. Daaronder ook fruitteelten of sierplanten, zoals bosbessen en mandarijnen, waarvoor S. panda een plaaginsect is.